# Circoscrizione elettorale Calabria e Basilicata (Regno d'Italia)
La circoscrizione elettorale Calabria e Basilicata è stata una circoscrizione elettorale di lista del Regno d'Italia per l'elezione della Camera dei deputati.

## Storia
La circoscrizione fu creata con l'istituzione del collegio unico nazionale tramite regio decreto del 13 dicembre 1923, n. 2694.
Sulla base del censimento della popolazione del 1921, alla circoscrizione vennero assegnati 28 deputati (19 per la lista prevalente e 9 per le liste di minoranza) rispetto ai 33 stabiliti per le corrispondenti province fino alle elezioni del 1921.
La circoscrizione fu abolita con legge 15 febbraio 1925, n. 122.
| Legislature     | VIII | IX   | X    | XI   | XII  | XIII | XIV  | XV   | XVI  | XVII | XVIII | XIX  | XX   | XXI  | XXII | XXIII | XXIV | XXV  | XXVI | XXVII | XXVIII | XXIX | XXX  |
| --------------- | ---- | ---- | ---- | ---- | ---- | ---- | ---- | ---- | ---- | ---- | ----- | ---- | ---- | ---- | ---- | ----- | ---- | ---- | ---- | ----- | ------ | ---- | ---- |
| Elezioni        | 1861 | 1865 | 1867 | 1870 | 1874 | 1876 | 1880 | 1882 | 1886 | 1890 | 1892  | 1895 | 1897 | 1900 | 1904 | 1909  | 1913 | 1919 | 1921 | 1924  | 1929   | 1934 | 1939 |
| Deputati eletti |      |      |      |      |      |      |      |      |      |      |       |      |      |      |      |       |      |      |      | 28    |        |      |      |
|                 |      |      |      |      |      |      |      |      |      |      |       |      |      |      |      |       |      |      |      |       |        |      |      |
| Totale eletti   | 443  | 493  | 493  | 508  | 508  | 508  | 508  | 508  | 508  | 508  | 508   | 508  | 508  | 508  | 508  | 508   | 508  | 508  | 535  | 535   | 400    | 400  |      |
| Numero collegi  | 443  | 493  | 493  | 508  | 508  | 508  | 508  | 135  | 135  | 135  | 508   | 508  | 508  | 508  | 508  | 508   | 508  | 54   | 40   | 15    | 1      | 1    |      |

## Territorio
Comprendeva le province di Catanzaro, Cosenza, Reggio Calabria e Potenza e aveva come capoluogo Catanzaro.

## Dati elettorali
| Partito                            | Partito                            | Risultati 6 aprile 1924 | Risultati 6 aprile 1924 | Risultati 6 aprile 1924 | Seggi | Seggi |
| Partito                            | Partito                            | Voti                    | %                       | ±                       | Num   | ±     |
| ---------------------------------- | ---------------------------------- | ----------------------- | ----------------------- | ----------------------- | ----- | ----- |
|                                    | Nazionale                          | 264 553                 | 76,51                   | n.d.                    | 18    | n.d.  |
|                                    | Opposizione costituzionale         | 17 924                  | 5,18                    | n.d.                    | 2     | n.d.  |
|                                    | Democratico sociale                | 15 447                  | 4,47                    | n.d.                    | 2     | n.d.  |
|                                    | Liberale                           | 14 953                  | 4,32                    | n.d.                    | 2     | n.d.  |
|                                    | Popolare                           | 11 471                  | 3,32                    | n.d.                    | 2     | n.d.  |
|                                    | Socialista massimalista            | 10 625                  | 3,07                    | n.d.                    | 1     | n.d.  |
|                                    | Socialista unitario                | 4 477                   | 1,29                    | n.d.                    | 1     | n.d.  |
|                                    | Comunista                          | 3 116                   | 0,90                    | n.d.                    | 0     | n.d.  |
|                                    | Liberale                           | 1 824                   | 0,53                    | n.d.                    | 0     | n.d.  |
|                                    | Repubblicano                       | 1 261                   | 0,36                    | n.d.                    | 0     | n.d.  |
|                                    | Opposizione costituzionale         | 99                      | 0,03                    | n.d.                    | 0     | n.d.  |
|                                    | Liberale                           | 38                      | 0,01                    | n.d.                    | 0     | n.d.  |
|                                    |                                    |                         |                         |                         |       |       |
| Iscritti                           | Iscritti                           | 645 430                 | 100,00                  |                         |       |       |
| ↳ Votanti (% su iscritti)          | ↳ Votanti (% su iscritti)          | 357 171                 | 55,34                   | n.d.                    |       |       |
| ↳ Voti validi (% su votanti)       | ↳ Voti validi (% su votanti)       | 345 788                 | 96,81                   |                         |       |       |
| ↳ Schede non valide (% su votanti) | ↳ Schede non valide (% su votanti) | 11 383                  | 3,19                    |                         |       |       |
| ↳ Astenuti (% su iscritti)         | ↳ Astenuti (% su iscritti)         | 288 259                 | 44,66                   |                         |       |       |

| Eletti | Eletti                                 |  | Eletti              | Eletti |
| ------ | -------------------------------------- |  | ------------------- | ------ |
|        | Tommaso Arnoni                         |  | Edoardo Salerno     |        |
|        | Michele Barbaro                        |  | Nicola Sansanelli   |        |
|        | Domenico Bennati                       |  | Arduino Severini    |        |
|        | Michele Bianchi                        |  | Luigi Siciliani     |        |
|        | Vito Catalani                          |  | Nicola Lombardi     |        |
|        | Francesco Joele                        |  | Enrico Molè         |        |
|        | Agostino Lanzillo                      |  | Giuseppe Albanese   |        |
|        | Ignazio Larussa                        |  | Domenico Tripepi    |        |
|        | Gerardo Loreto                         |  | Francesco D'Alessio |        |
|        | Giovan Battista Madia                  |  | Nicola D'Alessio    |        |
|        | Maurizio Maraviglia                    |  | Antonino Anile      |        |
|        | Ferdinando Nunziante di San Ferdinando |  | Nicola Siles        |        |
|        | Amedeo Perna                           |  | Pietro Mancini      |        |
|        | Salvatore Renda                        |  | Antonio Priolo      |        |

A causa della morte del candidato Giuseppe De Nava, alla lista Nazionale vennero assegnati 18 deputati anziché 19.
Per il decimo seggio di minoranza inizialmente venne considerato eletto Fausto Gullo del Partito Comunista d'Italia, ma nella seduta parlamentare del 17 dicembre 1924 la Camera approvò la decisione della Giunta delle elezioni per l'elezione del deputato Nicola Siles del Partito Popolare Italiano.